# Tamás Buday (1952)
Tamás Buday (Budapest, 5 de julio de 1952) es un deportista húngaro-canadiense que compitió en piragüismo en la modalidad de aguas tranquilas. Padre de dos piragüistas que compitieron bajo nacionalidad canadiense: Attila Buday y el también llamado Tamás Buday.
Participó en dos Juegos Olímpicos de Verano en los años 1976 y 1980, obteniendo dos medallas de bronce en la edición de Montreal 1976 en las pruebas de C2 500 m y C2 1000 m. Ganó trece medallas en el Campeonato Mundial de Piragüismo entre los años 1973 y 1983.

## Palmarés internacional
| Representando a Hungría |                           |                   |             |
| Juegos Olímpicos        |                           |                   |             |
| Año                     | Lugar                     | Medalla           | Competición |
| 1976                    | Montreal (Canadá)         | Medalla de bronce | C2 500 m    |
| 1976                    | Montreal (Canadá)         | Medalla de bronce | C2 1000 m   |
| Campeonato Mundial      |                           |                   |             |
| Año                     | Lugar                     | Medalla           | Competición |
| 1973                    | Tampere (Finlandia)       | Medalla de bronce | C2 10 000 m |
| 1974                    | Ciudad de México (México) | Medalla de plata  | C2 10 000 m |
| 1975                    | Belgrado (Yugoslavia)     | Medalla de plata  | C2 10 000 m |
| 1977                    | Sofía (Bulgaria)          | Medalla de bronce | C1 1000 m   |
| 1977                    | Sofía (Bulgaria)          | Medalla de plata  | C2 1000 m   |
| 1978                    | Belgrado (Yugoslavia)     | Medalla de oro    | C2 1000 m   |
| 1978                    | Belgrado (Yugoslavia)     | Medalla de oro    | C2 10 000 m |
| 1979                    | Duisburgo (RFA)           | Medalla de plata  | C2 1000 m   |
| 1979                    | Duisburgo (RFA)           | Medalla de bronce | C2 10 000 m |
| 1981                    | Nottingham (Reino Unido)  | Medalla de plata  | C1 1000 m   |
| 1981                    | Nottingham (Reino Unido)  | Medalla de oro    | C2 10 000 m |
| 1982                    | Belgrado (Yugoslavia)     | Medalla de bronce | C2 10 000 m |
| 1983                    | Tampere (Finlandia)       | Medalla de oro    | C2 10 000 m |